# جومو 004
 في يونكرز جومو 004، كانت أول محرك نفاث أُنتج واستخدم في العمليات. صُنع منه حوالي 8000 وحدة من قبل يونكرز في ألمانيا في أواخر الحرب العالمية الثانية، مدعومًا بمقاتلة مسرشميت مي 262 وارادو ار 234 الاستطلاع / القاذفة، إلى جانب النماذج الأولية، بما في ذلك هورتن 229. تم إنتاج متغيرات ونسخ من المحرك في أوروبا الشرقية والاتحاد السوفييتي لعدة سنوات بعد نهاية الحرب العالمية الثانية.

## التصميم والتطوير
تم إثبات جدوى الدفع بالطائرة في ألمانيا في أوائل عام 1937 من قبل هانز فون أوهاين بالعمل مع شركة هاينكل. ظلت وزارة طيران الرايخ غير مهتمة، لكن هيلموت شيلب وهانز ماوخ رأوا إمكانات هذا المفهوم وشجعوا مصنعي المحركات الهوائية في ألمانيا على بدء برامجهم الخاصة لتطوير المحركات النفاثة. ظلت الشركات متشككة ولم يتم إجراء أي تطور جديد.

### الوصف والاختبار الفني
تم اختبار أول نموذج أولي 004A، الذي تم إنشاؤه للعمل على وقود الديزل، لأول مرة في أكتوبر 1940، على الرغم من عدم وجود فوهة عادم. 

### جدول النماذج
| تعيين RLM | اكتب     | نسق       | التوجه أو السلطة       | وزن                        | RPM                   |
| --------- | -------- | --------- | ---------------------- | -------------------------- | --------------------- |
| 109-004B  | Turbojet | 8A 6C 1T  | 1,984 رطلق (8.83 كـن)  | 745 كيلوغرام (1,642 رطل)   | 8،700 دورة في الدقيقة |
| 109-004 ج | Turbojet | 8A 6Cn 1T | 2,205 رطلق (9.81 كـن)  | 720 كيلوغرام (1,590 رطل)   | 8،700 دورة في الدقيقة |
| 109-004 د | Turbojet | 8A 6C 1T  | 2,315 رطلق (10.30 كـن) | 745 كيلوغرام (1,642 رطل)   | 10000 دورة في الدقيقة |
| 109-004H  | Turbojet | 11A 8C 2T | 3,970 رطلق (17.7 كـن)  | 1,200 كيلوغرام (2,600 رطل) | 6،600 دورة في الدقيقة |

التخطيط: A = مراحل ضاغط التدفق المحوري ، C = يمكن لغرف الاحتراق ، T = مراحل التوربين.

### قائمة المراجع
- Christopher، John (2013). The Race for Hitler's X-Planes: Britain's 1945 Mission to Capture Secret Luftwaffe Technology. Stroud, UK: History Press. ISBN:978-0-7524-6457-2.
- Gunston، Bill (2006). World Encyclopedia of Aero Engines: From the Pioneers to the Present Day (ط. 5th). Stroud, UK: Sutton. ISBN:0-7509-4479-X.
- Kay، Anthony L. (2002). German Jet Engine and Gas Turbine Development 1930–1945. The Crowood Press. ISBN:1-84037-294-X.
- Kay، Antony (2004). Junkers Aircraft & Engines 1913–1945. London: Putnam Aeronautical Books. ISBN:0-85177-985-9.
- Kay، Anthony L. (2007). Turbojet History and Development 1930–1960. Ramsbury: The Crowood Press. ج. 1. ISBN:978-1-86126-912-6.
- Meher-Homji، Cyrus B. (سبتمبر 1997). "Anselm Franz and the Jumo 004". Mechanical Engineering. الجمعية الأمريكية للمهندسين الميكانيكيين. مؤرشف من الأصل في 2008-01-07.
- Pavelec، Sterling Michael (2007). The Jet Race and the Second World War. Greenwood. ISBN:978-0-275-99355-9.